# The Glory Day
The Glory Day és el primer EP de la cantant japonesa Misia, i segon àlbum en general, editat el 21 de novembre de 1998 (també va tenir una edició el 2001). Va vendre 114.820 còpies en la primera setmana a la venda, i va assolir la sisena posició a les llistes de vendes. The Glory Day va ser enregistrat a Londres amb la col·laboració d'un grup de gospel local.

## Llista de cançons
| Núm. | Títol | Durada |
| ---- | --- | ------ |
| 1.   | «Key of Love (Ai no Yukue)» (KEY OF LOVE ～愛の行方～ , "Key of Love (Love's Whereabouts)")              | 5:56   |
| 2.   | «The Glory Day»                                                                                          | 8:35   |
| 3.   | «Melody»                                                                                                 | 6:42   |
| 4.   | «Into the Light»                                                                                         | 6:20   |
| 5.   | «Into the Light (Gomi's Beauty & Beast Mix)»                                                             | 10:30  |
| 6.   | «The Glory Day (The Special Day Mix)»                                                                    | 6:27   |
| 7.   | «Key of Love (Ai no Yukue) (Acoustic Club Soul Mix)» (KEY OF LOVE ～愛の行方～ (ACOUSTIC CRAB SOUL MIX)) | 5:48   |

## Llistes

### Llista de vendesOricon
| Llançament             | Llista                             | Posició              | Vendes debut | Vendes totals | Duració     |
| ---------------------- | ---------------------------------- | -------------------- | ------------ | ------------- | ----------- |
| 21 de novembre de 1998 | Llista diària Oricon de senzills   |                      |              |               |             |
| 21 de novembre de 1998 | Llista setmanal Oricon de senzills | 6                    | 114,820      | 748,390       | 17 setmanes |
| 21 de novembre de 1998 | Llista mensual Oricon de senzills  |                      |              |               |             |
| 21 de novembre de 1998 | Llista anual Oricon de senzills    | 174 (1998) 46 (1999) |              |               |             |